# Bilgi
Bilgi är en ort i Indien.   Den ligger i distriktet Bagalkot och delstaten Karnataka, i den sydvästra delen av landet, 1 400 km söder om huvudstaden New Delhi. Bilgi ligger 566 meter över havet och antalet invånare är 16 257.
Terrängen runt Bilgi är platt. Runt Bilgi är det ganska tätbefolkat, med 248 invånare per kvadratkilometer. Närmaste större samhälle är Bagalkot, 19,7 km söder om Bilgi. Trakten runt Bilgi består till största delen av jordbruksmark.